# الإرهاب (فلم)
الإرهاب فيلم مصري أنتج عام 1989.

## القصة
تتعاطف الصحفية عصمت مع عمر الإرهابي الهارب من العدالة بعد أن يثبت لها براءته وتتعلق به بعد أن يمثل عليها الحب. تستعد عصمت للسفر إلى أبي ظبي حيث أنه سيُعقد هناك مؤتمر دولي عن الجريمة. يطلب منها عمر أن يرسل معها هدية لقريب له هناك، تفاجأ عصمت بعد أن تسترق السمع له مع أعوانه بأن الصندوق به ديناميت لنسف الطائرة، حيث يسافر وفد من الوزراء لحضور المؤتمر، تبلّغ عصمت رجال الشرطة وتتعاون معهم في القضاء عليه.

## بطولة
- نادية الجندي بدور (عصمت).
- فاروق الفيشاوي بدور (عمر الصناديلي).
- صلاح قابيل بدور (رشدي).
- أحمد بدير بدور (علاء).
- أنور إسماعيل بدور (الوزير).
- أحمد صيام بدور (سعد).

## وصلات خارجية
- مقالات تستعمل روابط فنية بلا صلة مع ويكي بيانات